# Rasa del Jepet
La Rasa del Jepet és un torrent afluent per la dreta de la Rasa de Guardiola. El seu recorregut transcorre íntegrament pel terme municipal de Riner (Solsonès).

## Descripció
La rasa neix a la Font de la Garriga i després d'un recorregut fet en la direcció predominant cap al nord baixant per entre el Roc del Cóm i la Costa del Jepet, desguassa a la Rasa de Guardiola a 607 msnm.

## Perfil del seu curs
| Recorregut (en m.) | Altitud (en m.) | Pendent |
| ------------------ | --------------- | ------- |
| 0                  | 728             | -       |
| 250                | 692             | 14,4%   |
| 500                | 662             | 12,0%   |
| 750                | 632             | 12,0%   |
| 1.014              | 607             | 9,5%    |

## Xarxa hidrogràfica
La xarxa hidrogràfica de la Rasa del Jepet està integrada per un total de 2 cursos fluvials dels quals 1 és subsidiari de 1r nivell.
La totalitat de la xarxa suma una longitud de 1.453 m.